# 新しいソビエト人

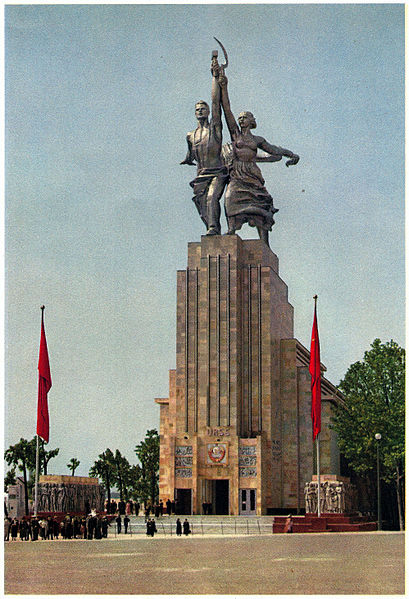
1937年パリ万博のソビエト館に設置された労働者とコルホーズ女性 像 (ボリス・イオファンデザイン、ヴェラ・ムーヒナ彫刻)

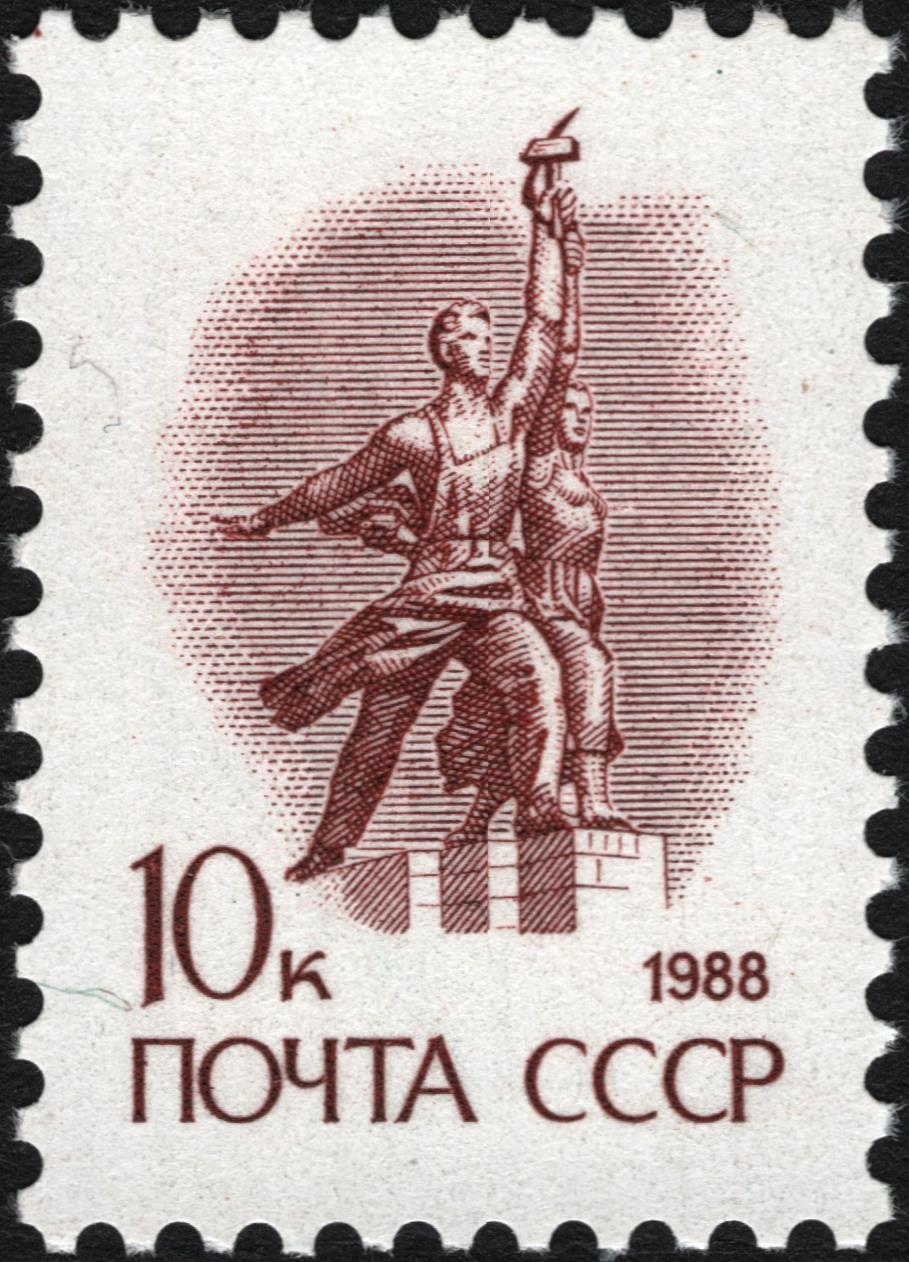
「労働者とコルホーズ女性」の切手

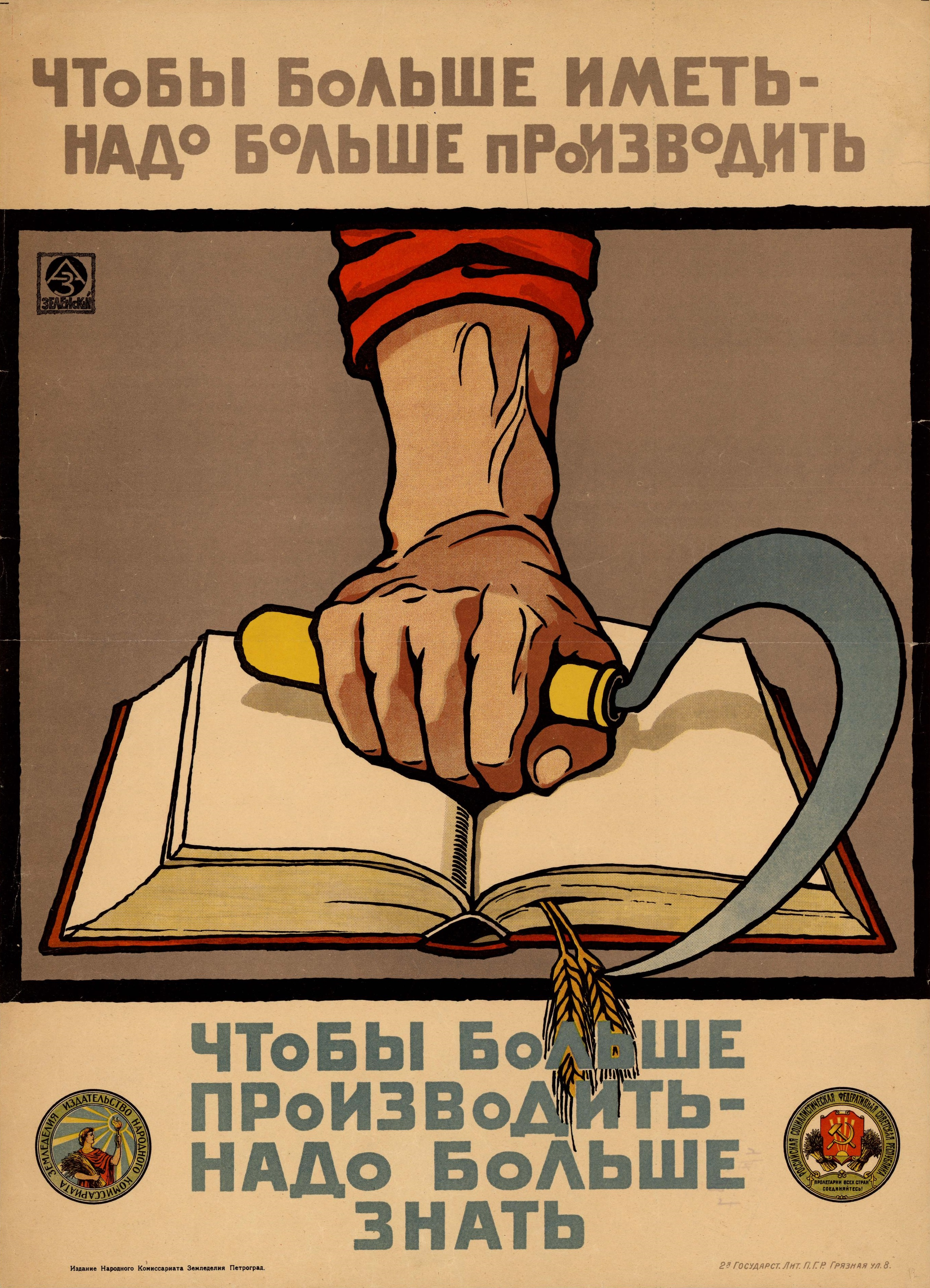
1920 年のプロパガンダポスター「多く持つためには、多く生産しなければならない。多く生産するには、多くを知らなければならない。」

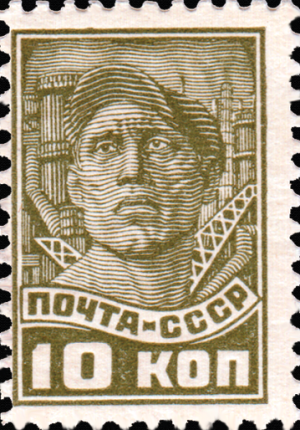
1937年の切手に描かれた産業労働者

新しいソビエト人（あたらしいソビエトじん、英: New Soviet man、露: новый советский человек novy sovetsky chelovek)または新しいソビエト的人間（あたらしいソビエトてきにんげん）とは、ソビエト連邦共産党が提唱した人間像であり、ソビエト連邦の全国民において聳え立つような資質を持った典型 (アーキタイプ)が、統一されたソビエト人民とソビエト国家を創り出すものとされた。

## 概要
共産主義者は、新しい共産主義社会においては、脱希少性経済と前例のない科学的発展がもたらした環境を反映した資質を持った新しい人間、新しい精神を持った男性と女性が開発されると仮定した。
共産主義革命の熱狂のなかで、「新しいソビエト人」は、無私無欲で、学識があり、健康で、筋骨たくましい人間像として理想化された。「新しいソビエト人」になるためには、マルクス・レーニン主義を順守し、その哲学と合致した行動を実行し、主知主義と厳しい規律を習得することが求められた。「新しいソビエト人」は、意識的な自己統制によって、自然の粗野な衝動を否定し、したがってまた、生まれつきの人格と無意識を拒否する必要があるとソビエトの心理学者は主張した。
「新しいソビエト人」は、公共財産を自分の所有物であるかのように敬意を持って扱い、文化的・民族的・言語的には、ソ連の構成国の文化よりもソビエト的であることを優先して要求される。
「新しいソビエト人」の労働においては、新しい人間が下劣な本能に勝利するための努力と厳格さが必要とされた。スターリン政権は、当時の炭鉱労働ノルマの14倍をこなした炭鉱夫アレクセイ・スタハノフを「新しいソビエト人」の模範として宣伝し、労働の生産性を向上させるスタハノフ運動として展開された。
また、『プラウダ』は、ソビエトの女性を、以前は存在したことのない人間として表現した。ノルマを満たさない労働者は、男性女性問わず、「規範違反」として罰せられ、労働組合員の女性の4分の1が違反とされた。
「新しいソビエト人」の特徴には、無私の集団主義があり、正当な理由のために命を犠牲にすることをいとわなかった。
ソ連の出生主義政策では、女性が多くの子供を持つことを奨励され、この政策は、次世代の「新しいソビエト人」を制限することは利己主義だと非難して正当化された。
レフ・トロツキーは『文学と革命』(1924年)で「未来の人間」について書いている。
人間は、自分の感情を極め、自分の本能を意識の高さに引き上げ、それらを透明にし、深層にある奥底まで意思の糸を伸ばしていくことで、自分自身を新しい段階に引き上げ、高等の社会的生物学的タイプ、またはスーパーマン (超人)になることを目的とするようになるだろう。—レフ・トロツキー

## 「新しいソビエト女性」

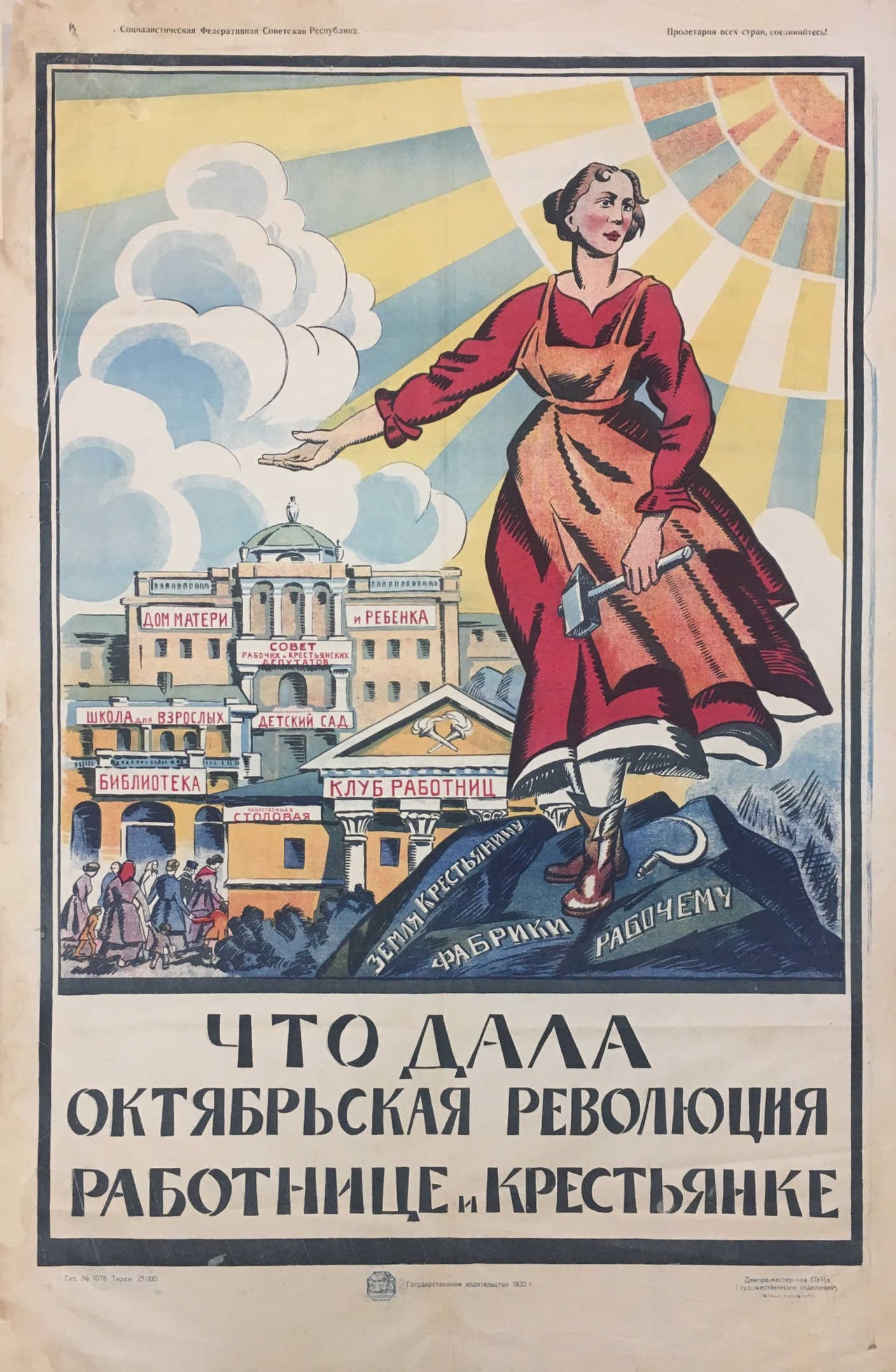
1920年のソビエトのプロパガンダポスター「革命が女性労働者と農民に与えたもの」

1920年代からスターリン主義時代にかけて、「新しいソビエト女性」の概念は「新しいソビエト男性」の概念と並行して発展していった。ソビエトシステムにおける女性は、家族と母親の役割というより保守的な概念が、党の教義によって変化して、複雑なアイデンティティを与えられ、負担をかけられた。「新しいソビエト女性」は、共産主義市民、フルタイム労働者であるだけでなく、妻、母親など複数の役割を担うスーパーウーマンとして生活するとされた。
「新しいソビエト人」は一般的に男性として特徴づけられた。ソビエトの標準プロパガンダでは、マルクス主義革命に反対する者と戦い、世界を再建する主役は、男性だった。一方の女性は、革命の後ろにいる受動的な受益者として描かれた。共産党指導部は、男女が法的に平等な地位を享受していると主張したが、男性を中心とした価値観が尺度であり続けた。
新しく発展したソビエト文明において女性は疎外されており、女性はプロレタリア階級を中心とした社会の中で場所を見つけることが難しかった。ネップ時代の女性は、危険労働や、シフト制、出産などのケアに関する規制を受けていた。労働委員会は、女性が雇用に平等にアクセスできるように要求していたが、多くの工場経営者は女性の雇用に消極的だった。
1920年代には、女性の教育が促進され、女性の職業技能の養成が奨励された。ニコライ・ブハーリンとエフゲニー・プレオブラジェンスキーは『共産主義のABC』(1920)で、集合住宅、共同キッチン、保育園、幼稚園などをソビエト政府が組織化したことによって、女性はフルタイムの家事や育児ではなく、男性労働者が興味を持つすべての問題に興味を持つことができると述べた。女性が共産党員になり、政治に参加する機会もあったが、政界へのアクセスは非常に限られていた。
スターリンの女性政策は、レーニンよりも保守的だった。人口減少を懸念していたスターリンは、女性を家父長制と資本主義から解放するというマルクス主義フェミニストの見方を強調しなかったが、やがて女性の労働力や女性への教育の重要性を主張するようになり、母親の役割を強調していった。
共産党は、社会主義が実現されれば、国家と同じく、家族も強くなると考え、プロパガンダでは、母性の喜びとソビエト国家権力の恩恵とが結びつけられた。ソビエトのイデオロギーでは、女性の公共的な役割は、妻や母親としての役割と両立するとされ、この2つの役割はお互いを強化し、どちらも本当の女性らしさに必要とされた。
もはや「新しいソビエトの女性」は、1930年代以前の革命家の概念とは大きく異なり、家庭から解放されるというよりも、むしろ拘束された。女性は、職場では男性の同僚であるが、家庭では夫の家政婦であることが義務とされた。
戦争と革命、そして女性の社会進出によって1920年代には人口が減少していたため、新しいソビエト女性の主な役割の1つは、母親の役割だった。これは戦争と革命による人口減少への対策として重視された。1920年代の中絶合法化、避妊法の普及、女性の家庭外労働への進出などで、出産が減ったことも、人口減少の一因となった。
ソ連政府のプロパガンダは、次世代の健康な労働者を生み出す能力を持つ女性を、共産主義国家を永続させるとして出生主義政策に重点を置き、都市労働者階級の女性と農村部の女性に提示していった。都会向けプロパガンダは、健康な女性のセクシュアリティと生殖が結び付けされ、農村では、性交の目的は受胎にあるとされた。
1920年代からスターリン主義時代にかけて、ソビエトの女性は、労働者と主婦としての二重の役割を果たすために、女性に職業上の野心を抑制するよう求められ、職業移動も制限された。同時に、下層階級の女性には前例のない機会があった。女性は中央委員会女性部門(Zhenotdel)での発言権を持ち、ソビエト女性の政治的、社会的、経済的権利の強化が目指された。

## 関連作品
ヴェラ・ムーヒナがパリ万国博覧会のために作った彫刻『労働者とコルホーズの女性』では、男性労働者はハンマーを、女性労働者は鎌をもって高く掲げた.。
ソビエトの詩人ウラジーミル・マヤコフスキーの詩「ウラジーミル・イリイチ・レーニン」でも「新しいソビエト人」が美化された。

## 反響
ソ連を訪問し、魅了された精神分析家ヴィルヘルム・ライヒは『ファシズムの大衆心理』(1933年]で「新しい社会経済システムが、人々の性格の構造において再生産されるならば、いかにしてそうなるのか。人間の特徴は子孫に受け継がれるだろうか。彼は自由で自己調整的な人格になるだろうか。人格の構造に組み込まれた自由の要素は、権威主義的な政府形態を不要とするだろうか？」と問い、新しい人間像に期待した。

## 評価
歴史家のスティーブン・ウィートクロフトは、新ソビエト人の創造において、農民は文化的破壊の対象であったと述べている。
旧東側諸国では、ホモ・ソヴィエティクスという呼称で「ソビエト的人間」を批判するのに用いられた。
アレクサンドル・ジノビエフは、「新しいソビエト的人間」は確かにソビエトシステムによって創造されたが、理想とは正反対の「ホモ・ソヴィエティクス」だったと批判した。
マーシャ・ゲッセンは現代のプーチン時代のロシアにも「思考停止・体制依存型人間」であるホモ・ソヴィエティクスがいると述べている。

## References
1. ↑  Nikolay Ustryalov, From NEP to Soviet Socialism (1934) (text online) (ロシア語) [要ページ番号]
2. ↑  Geller, Mikhail (1988). Cogs in the wheel : the formation of Soviet man. New York: Knopf. ISBN 9780394569260
3. ↑  
Compare: Berdyayev, Nikolai Aleksandrovich (1937). The Origin of Russian Communism. Ann Arbor paperbacks for the study of communism and Marxism. University of Michigan Press (1960発行). p. 182. ISBN 9780472060344 2015年6月12日閲覧. "[...] communism claims to have created not only the new society but also the new man. They talk a great deal in Soviet Russia about the new man, about a new spiritual make-up. Foreigners who have visited Soviet Russia are also fond of talking about it [...]"
4. ↑  B. R. Myers, The Cleanest Race, p 81, ISBN 9781933633916
5. ↑  Richard Overy, The Dictators: Hitler's Germany, Stalin's Russia, p258 ISBN 0-393-02030-4
6. ↑  "1917-1987: Unsuccessful and Tragic Attempt to Create a “New Man” Archived 2011-07-27 at the Wayback Machine."
7. ↑  “Glossary -- Soviet Union”. Library of Congress. 2000年12月13日時点のオリジナルよりアーカイブ。2025年2月19日閲覧。
8. ↑  B. R. Myers, The Cleanest Race, p 86 ISBN 9781933633916
9. ↑  Schmemann, Serge (1985年8月31日). “In Soviet, Eager Beaver's Legend Works Overtime (section 1, column 3)”. The New York Times:  p. 2
10. ↑  『コムソモリスカヤ・プラウダ』, 1988年10月15日
11. ↑  Richard Overy, The Dictators: Hitler's Germany, Stalin's Russia, p258-9 ISBN 0-393-02030-4
12. ↑  Richard Overy, The Dictators: Hitler's Germany, Stalin's Russia, p259 ISBN 0-393-02030-4
13. 1 2  Richard Overy, The Dictators: Hitler's Germany, Stalin's Russia, p260 ISBN 0-393-02030-4
14. ↑  Richard Overy, The Dictators: Hitler's Germany, Stalin's Russia, p301 ISBN 0-393-02030-4
15. ↑  Richard Overy, The Dictators: Hitler's Germany, Stalin's Russia, p257 ISBN 0-393-02030-4
16. ↑  “Ch. 8 Revolutionary and Socialist Art”.   Marxists.org (2007年1月6日). 2012年8月18日閲覧。
17. 1 2  Barbara Evans Clements, Daughters of the Revolution: A History of Women in the U.S.S.R. (Illinois: Harlan Davidson, Inc., 1994), 73.
18. ↑  Barbara Alpern Engel, Women in Russia: 1700-2000 (Cambridge University Press, 2004), 150.
19. ↑  Barbara Alpern Engel, Women in Russia: 1700-2000 (Cambridge University Press, 2004), 153.
20. ↑  “Nikolai Bukharin and Evgenii Preobrazhensky: The ABC of Communism - Chapter VI : The Soviet Power”. 2025年2月19日閲覧。
21. 1 2 3  Gail Warshofsky Lapidus, Women in Soviet Society: Equality, Development, and Social Change (University of California Press, 1978), 112.
22. ↑  Gail Warshofsky Lapidus, Women in Soviet Society: Equality, Development, and Social Change (University of California Press, 1978), 115.
23. 1 2 3  Barbara Alpern Engel, Women in Russia: 1700-2000 (Cambridge University Press, 2004), 161.
24. ↑  Barbara Alpern Engel, Women in Russia: 1700-2000 (Cambridge University Press, 2004), 165.
25. ↑  Wilhelm Reich, The Mass Psychology of Fascism, Chapter 8, Masses and the State
26. ↑  The Complexity of the Kazakh Famine: Food Problems and Faulty Perceptions Stephen G. Wheatcroft
27. ↑  “Soviet-era satirist Zinovyev dies”. BBC News. (2006年5月10日)
28. ↑  Heller (Geller), Mikhail (1988). Cogs in the Wheel: The Formation of Soviet Man. Alfred A. Knopf. pp. 27, 43, 47. ISBN 978-0394569260. "Heller quotes from a 1974 book "Sovetskye lyudi" ("Soviet People"): Soviet Union is the fatherland of a new, more advanced type of Homo sapiens - Homo sovieticus."
29. ↑  “Soviet-era satirist Zinovyev dies”. BBC News. (2006年5月10日)
30. ↑  マーシャ･ゲッセン、三浦 元博、飯島一孝訳『ロシア　奪われた未来』白水社、2023